# David Crook
David Crook (Londres, 14 de agosto de 1910 - Pekín, 1 de noviembre de 2000) fue un escritor, profesor, activista y espía comunista nacido en Gran Bretaña, que residió durante mucho tiempo en China. Marxista comprometido desde 1931, se unió a las Brigadas Internacionales durante la guerra civil española (1936-1939), luego fue reclutado por la NKVD, la policía secreta soviética, y enviado a China durante la segunda guerra sino-japonesa (1937-1945). Allí conoció y se casó con su esposa, Isabel Crook, profesora, antropóloga y activista social. Después de la Segunda Guerra Mundial y la guerra civil china, la pareja se quedó en China y enseñó inglés.
En 1959, los Crooks publicaron Revolution in a Chinese Village, Ten Mile Inn y en 1966 apareció su segundo libro The First Years of Yangyi Commune. La sinóloga británica Delia Davin escribió que a través de ese «estudio clásico» y otros escritos y charlas, los Crooks «proporcionaron una imagen positiva de China al mundo exterior en un momento en que las simplificaciones de la guerra fría eran la norma». El Partido Comunista de Gran Bretaña (marxista-leninista) calificó su primer libro como una «obra fundamental, que ha dado vida a los logros y desafíos de la revolución agraria china para los lectores de habla inglesa desde 1959». David Crook murió a los 90 años después de pasar sus últimas cinco décadas de vida en China, sus creencias políticas permanecieron, en gran medida inquebrantables a pesar de los cinco años que pasó en prisión durante la Revolución Cultural (1966-1976).

## Biografía

### Infancia y juventud
David Crook nació el 14 de agosto de 1910 en Londres. «Mi padre era un monárquico judío cockney, criado en el East End de Londres, por padres inmigrantes que huyeron de la Rusia zarista para evitar el antisemitismo y el reclutamiento en un ejército comedor de cerdos», escribió Crook en su autobiografía. Crook se educó en el Cheltenham College y se graduó en la Universidad de Columbia en 1935, donde participó en la protesta contra la Alemania nazi en el campus.

### Comunista Internacional
Tras resultar herido en su primer día de combate en el frente durante la Guerra civil española, fue devuelto a un hospital de Madrid. Mientras estaba en allí, fue reclutado por la NKVD para espiar a los que los estalinistas llamaban trotskistas, un grupo que incluía al conocido escritor inglés George Orwell. Crook luego expresó su pesar por su participación en la muerte de miembros inocentes del Partido de los Trabajadores de Unificación Marxista. (POUM).
En 1938, el NKVD lo envió a China. Allí enseñó inglés en la Universidad de Saint John, en Shanghái y luego se trasladó a una universidad en la capital provincial de Sichuan, Chengdu. Allí conoció a Isabel Brown, hija de misioneros canadienses. Isabel Brown, hija de misioneros canadienses quien se crio en China y compartía el interés de David en la reforma agraria rural.
Se casaron en Londres en 1942. Mientras se desarrollaba la Segunda Guerra Mundial, David se unió a la Royal Air Force y estuvo estacionado en India, Ceilán y Myanmar. Isabel se unió al Partido Comunista Británico y se desempeñó como enfermera del Cuerpo de Mujeres Canadienses.

### Residencia en China
Después de estudiar en la Universidad de Londres, los Crook regresaron a China para enseñar inglés en una escuela rural que capacitaba al personal para el servicio exterior del futuro gobierno. Observaron y participaron en los movimientos de reforma agraria llevados a cabo por el Partido Comunista Chino en las aldeas del norte de China y escribieron una «descripción densa» que publicaron en su ampliamente citado primer libro titulado Revolution in a Chinese village: Ten Mile Inn (1959). Acompañó a los victoriosos comunistas cuando estos entraron en Beijing en 1949 y durante los siguientes cuarenta años, los Crooks enseñaron en el Instituto de Primeras Lenguas Extranjeras de Pekín (actualmente la Universidad de Lenguas Extranjeras de Pekín).
A pesar de su larga lealtad al Partido Comunista Chino, Crook fue encarcelado en 1967 por los Guardias Rojos durante la Revolución Cultural. Cuando fue liberado en 1973 encontró a sus captores sinceros pero equivocados. En 2010, después de su muerte, su esposa le dijo a un periodista chino del China Daily que «era muy consciente de que "la revolución no es una noche de fiesta", por lo que nunca culpó a China por su larga estancia en la prisión de Qincheng».
En 1989, los Crooks criticaron la represión de las protestas de la Plaza de Tiananmen. Mientras Crook comenta en su autobiografía, escrita en 1990, que todavía creía en lo que mencionó en su discurso de cumpleaños número 75 (en 1985): «Algunas personas dicen que están desilusionadas por los aspectos negativos de la sociedad china actual. Pero el presidente Mao dijo (en 1949) nuestro trabajo anterior es solo el primer paso en una larga marcha de 10,000 li... A lo largo de los años me he dado cuenta de que la reconstrucción de una sociedad de cientos de millones de personas, inmersa en siglos de feudalismo, no se puede lograr rápida y fácilmente, sin contratiempos ni errores, pero confío en que a finales de este siglo —que con un poco de suerte viviré para ver— esta China, que Isabel y yo amamos, que se ha convertido en nuestra segunda patria, creará una sociedad socialista fuerte, y en el curso de su modernización se esforzará por evitar los males, el sufrimiento, la fealdad y la injusticia que han acosado a la modernización en otros lugares».

## Vida personal
David Crook murió el 1 de noviembre de 2000 en Pekín. Le sobrevivieron su esposa, Isabel, y sus tres hijos. Uno de sus hijos, Paul Crook, ha dado extensas entrevistas sobre su experiencia de crecer como extranjero en China durante la revolución cultural.

## Obras
- Crook, David; Crook, Isabel (1959). Revolution in a Chinese village: Ten Mile Inn (en inglés). Londres: Routledge & K. Paul, International Library of Sociology and Social Reconstruction. ISBN 0-203-00098-6. OCLC 77531902. (十里店：中国一个村庄的革命)
- Crook, David; Crook, Isabel (1966). First Years in the Yangyi Commune. (en inglés). Londres: Routledge & K. Paul, International Library of Sociology and Social Reconstruction. ISBN 978-0-203-00022-9. OCLC 437078684.
- Crook, David; Crook, Isabel (1979). Ten Mile Inn: Mass Movement in a Chinese Village (en inglés) (1.ª edición). Nueva York: Pantheon Books, The Pantheon Asia Library. ISBN 0-394-41178-1. OCLC 4570115.